# Trofeo Silvio Berlusconi
Il Trofeo Silvio Berlusconi è un torneo calcistico amichevole che si tiene con cadenza annuale dal 2023.

## Storia
Il trofeo fu creato in memoria di Silvio Berlusconi e viene disputato tra il Milan e il Monza, che furono le due società calcistiche di cui Berlusconi stesso fu il proprietario o presidente in periodi diversi.
Sostituisce il Trofeo Luigi Berlusconi, che era invece dedicato al padre di Silvio e che si tenne con cadenza pressoché annuale dal 1991 al 2021.
L'evento viene trasmesso in diretta su Canale 5.

## Formula
Il regolamento prevede una singola partita che, in caso di parità al termine dei tempi regolamentari, viene decisa mediante il ricorso diretto ai tiri di rigore.

## Albo d'oro
| Anno | Data           | Squadra in casa                                                          | Risultato                                                                | Squadra in trasferta                                                     | Marcatori                                                                | Marcatori                                                                | Arbitro                                                                  | Spettatori |
| Anno | Data           | Squadra in casa                                                          | Risultato                                                                | Squadra in trasferta                                                     | Squadra in casa                                                          | Squadra in trasferta                                                     | Arbitro                                                                  | Spettatori |
| ---- | -------------- | ------------------------------------------------------------------------ | ------------------------------------------------------------------------ | ------------------------------------------------------------------------ | ------------------------------------------------------------------------ | ------------------------------------------------------------------------ | ------------------------------------------------------------------------ | ---------- |
| 2023 | 8 agosto 2023  | Monza                                                                    | 1 – 1 (5-6 dtr)                                                          | Milan                                                                    | 32' Colpani                                                              | 29' Pulisic                                                              | Matteo Marcenaro                                                         | 16917      |
| 2024 | 13 agosto 2024 | Milan                                                                    | 3 – 1                                                                    | Monza                                                                    | 11' Saelemaekers, 47' Jović, 56' Reijnders                               | 34' Maldini                                                              | Antonio Giua                                                             | 54089      |
| 2025 |                | Edizione non disputata, in quanto il Milan non ha trovato una data utile | Edizione non disputata, in quanto il Milan non ha trovato una data utile | Edizione non disputata, in quanto il Milan non ha trovato una data utile | Edizione non disputata, in quanto il Milan non ha trovato una data utile | Edizione non disputata, in quanto il Milan non ha trovato una data utile | Edizione non disputata, in quanto il Milan non ha trovato una data utile |            |

## Statistiche
Il Milan attualmente ha vinto entrambe le edizioni disputate.

### Sede
L'evento è stato ospitato, nel corso delle sue edizioni, in due sedi diverse:
- Stadio Brianteo di Monza (2023): una edizione
- Stadio Giuseppe Meazza di Milano (2024): una edizione

### Partecipazioni

#### Organizzatori
- 1 –  Monza
- 1 –  Milan

### Vittorie per squadra
- 2 –  Milan (2023, 2024)